# ONE AND ONLY (アルバム)
『ONE AND ONLY』（ワン・アンド・オンリー）は、中山美穂の5枚目のスタジオ・アルバム。1987年7月15日にキングレコードより発売された。規格品番は、LP：K28A-810、CT：K28H-1000、CD:K32X-170。

## 概要
帯コピー：真夏にお届け!! これっきゃない！
レコーディングはロサンゼルスで3週間に亘って行われた。全曲アルバム用のオリジナル曲で構成されており、シングル曲は収録されていない。収録曲は数十曲に及ぶ候補の中から選曲され、中山自身も初めて選曲に関わった。
初めて本人作詞の曲「Liberty Girl」が収録された（″北山瑞穂″とは当時中山が作詞時に使用していたペンネームである）。この曲は、音楽番組『夜のヒットスタジオ』でも披露された。6曲目の「By-By My Sea Breeze」は、2001年発売されたファン投票による選曲のベスト・アルバム『YOUR SELECTION』に、1980年代のアルバム収録曲から「花瓶」と共に選ばれた楽曲である。
久保田利伸、小室哲哉、EPOらが楽曲を提供。編曲は、鷺巣詩郎、清水信之、船山基紀らが担当し、エフェクトを効かせたシンセサイザーを多用したダンスポップ作品に仕上げられている。
2015年10月14日には、中山のデビュー30周年を記念した企画『30th Anniversary Original Album Collection』として、これまでにリリースされたアルバムのうち本作を含む25作品が同日再発売された。
2020年11月20日にはサブスクリプションサービスで配信がスタートした。
2023年8月30日には、アルバム収録曲に『「派手!!!」』『50/50』などオリジナル・アルバム未収録のシングル曲を追加収録したSACDハイブリッド盤が『ONE AND ONLY+8』として商品化され、タワーレコード限定で発売された。

## 収録曲

### LP / CT
| #  | タイトル                   | 作詞     | 作曲       | 編曲     | 時間 |
| -- | -------------------------- | -------- | ---------- | -------- | ---- |
| 1. | 「Liberty Girl」           | 北山瑞穂 | 佐藤健     | 鷺巣詩郎 | 4:35 |
| 2. | 「Singapore」              | 田口俊   | 久保田利伸 | 船山基紀 | 3:54 |
| 3. | 「Linne Magic」            | 田口俊   | 小室哲哉   | 鷺巣詩郎 | 4:17 |
| 4. | 「おこっChaiなランデブー」 | 尾関昌也 | 尾関昌也   | 鷺巣詩郎 | 3:43 |
| 5. | 「悲しみのライダー」       | EPO      | EPO        | 清水信之 | 3:29 |

| #  | タイトル                | 作詞       | 作曲       | 編曲     | 時間 |
| -- | ----------------------- | ---------- | ---------- | -------- | ---- |
| 1. | 「By-By My Sea Breeze」 | 田口俊     | 久保田利伸 | 船山基紀 | 3:19 |
| 2. | 「真夏はNonfiction」    | 蓮田ひろか | 佐藤健     | 清水信之 | 3:53 |
| 3. | 「Time Up」             | 蓮田ひろか | HALNEN     | 清水信之 | 3:14 |
| 4. | 「決心」                | 芹沢類     | 佐藤健     | 清水信之 | 3:55 |
| 5. | 「Silent Night」        | 芹沢類     | 中崎英也   | 清水信之 | 4:14 |

### CD
| #   | タイトル                   | 作詞       | 作曲       | 編曲     | 時間 |
| --- | -------------------------- | ---------- | ---------- | -------- | ---- |
| 1.  | 「Liberty Girl」           | 北山瑞穂   | 佐藤健     | 鷺巣詩郎 | 4:35 |
| 2.  | 「Singapore」              | 田口俊     | 久保田利伸 | 船山基紀 | 3:54 |
| 3.  | 「Linne Magic」            | 田口俊     | 小室哲哉   | 鷺巣詩郎 | 4:17 |
| 4.  | 「おこっChaiなランデブー」 | 尾関昌也   | 尾関昌也   | 鷺巣詩郎 | 3:43 |
| 5.  | 「悲しみのライダー」       | EPO        | EPO        | 清水信之 | 3:29 |
| 6.  | 「By-By My Sea Breeze」    | 田口俊     | 久保田利伸 | 船山基紀 | 3:19 |
| 7.  | 「真夏はNonfiction」       | 蓮田ひろか | 佐藤健     | 清水信之 | 3:53 |
| 8.  | 「Time Up」                | 蓮田ひろか | HALNEN     | 清水信之 | 3:14 |
| 9.  | 「決心」                   | 芹沢類     | 佐藤健     | 清水信之 | 3:55 |
| 10. | 「Silent Night」           | 芹沢類     | 中崎英也   | 清水信之 | 4:14 |

| #   | タイトル                           | 作詞     | 作曲     | 編曲     | 時間 |
| --- | ---------------------------------- | -------- | -------- | -------- | ---- |
| 11. | 「「派手!!!」」                    | 松本隆   | 筒美京平 | 船山基紀 | 4:00 |
| 12. | 「ジェラシー」                     | 松本隆   | 筒美京平 | 船山基紀 | 3:24 |
| 13. | 「50/50」                          | 田口俊   | 小室哲哉 | 船山基紀 | 3:39 |
| 14. | 「斜めな愛を許して」               | 鮎川麻弥 | 鮎川麻弥 | 鷺巣詩郎 | 5:04 |
| 15. | 「「派手!!!」」(Instrumental)      | -        | 筒美京平 | 船山基紀 | 3:59 |
| 16. | 「ジェラシー」(Instrumental)       | -        | 筒美京平 | 船山基紀 | 3:25 |
| 17. | 「50/50」(Instrumental)            | -        | 小室哲哉 | 船山基紀 | 3:39 |
| 18. | 「斜めな愛を許して」(Instrumental) | -        | 鮎川麻弥 | 鷺巣詩郎 | 5:07 |

## 再発盤
- 1989年12月25日 - GOLD CD（完全限定盤 330A-50086／同アルバムを含む1988年までに発売されたアルバム全てがGOLD CDで完全限定同日発売された）
- 1992年11月21日 - CD（廉価盤 KICS-267）
- 2015年10月14日 - CD（廉価盤 KICS-3265）
  - 2015年リマスタリング仕様で「30th Anniversary Original Album Collection」として、それまでにリリースしたアルバムのうち25作品を同日再発売[5]。